# Mike Reiss
Pour les articles homonymes, voir Reiss.
Michael Louis Reiss, dit Mike Reiss, est un scénariste, producteur, acteur et réalisateur américain, né le 15 septembre 1959 à Bristol dans le Connecticut.
Il est principalement connu pour son travail sur la série télévisée d'animation, Les Simpson et pour avoir créé, avec Al Jean, la série Profession : critique.

## Biographie
Mike Reiss est l'un des scénaristes des Simpson, il travaille pour la série depuis 1990 et a participé à l'écriture du film, Les Simpson, le film.

## Filmographie

### Scénariste

#### PourLes Simpson
| Année | Titre                            | Titre original                                    | Saison | Épisode | Réalisateur                     |
| ----- | -------------------------------- | ------------------------------------------------- | ------ | ------- | ------------------------------- |
| 1990  | Simpsonothérapie                 | There's No Disgrace Like Home                     | 1      | 4       | Gregg Vanzo et Kent Butterworth |
| 1990  | Ste Lisa Blues                   | Moaning Lisa                                      | 1      | 6       | Wes Archer                      |
| 1990  | Bart a perdu la tête             | The Telltale Head                                 | 1      | 8       | Rich Moore                      |
| 1991  | Il était une fois Homer et Marge | The Way We Was                                    | 2      | 12      | David Silverman                 |
| 1991  | Mon pote Michael Jackson         | Stark Raving Dad                                  | 3      | 1       | Rich Moore                      |
| 1991  | Simpson Horror Show II           | Treehouse of Horror II                            | 3      | 7       | Jim Reardon                     |
| 1991  | Le Poney de Lisa                 | Lisa's Pony                                       | 3      | 8       | Carlos Baeza                    |
| 1992  | Simpson Horror Show III          | Treehouse of Horror III                           | 4      | 5       | Carlos Baeza                    |
| 1995  | Salut l'artiste                  | 'Round Springfield                                | 6      | 22      | Steven Dean Moore               |
| 1997  | Shary Bobbins                    | Simpsoncalifragilisticexpiala(Annoyed Grunt)cious | 8      | 13      | Chuck Sheetz                    |

#### Autre
- 1983 : Comment se débarrasser de son patron (1 épisode)
- 1983-1985 : Not Necessarily the News (17 épisodes)
- 1984 : Charles s'en charge (1 épisode)
- 1986 : Sois prof et tais-toi! (1 épisode)
- 1986-1987 : Mr. Gun (5 épisodes)
- 1987-1988 : The Tonight Show Starring Johnny Carson (34 épisodes)
- 1988-1989 : Alf (5 épisodes)
- 1988-1990 : It's Garry Shandling's Show. (12 épisodes)
- 1994-2000 : Profession : critique (33 épisodes)
- 1997 : Teen Angel (1 épisode)
- 1999 : Queer Duck
- 2006 : Queer Duck: The Movie
- 2007 : Les Simpson, le film
- 2008 : Sid : Opération survie
- 2009 : Vacances à la grecque
- 2009 : L'Âge de glace 3
- 2011 : L'Âge de glace : Un Noël de mammouths

### Producteur
- 1989-1990 : It's Garry Shandling's Show. (19 épisodes)
- 1989-2012 : Les Simpson (234 épisodes)
- 1994-2000 : Profession : critique (17 épisodes)
- 1996-1997 : Homeboys in Outer Space (21 épisodes)
- 1997-1998 : Teen Angel (3 épisodes)
- 1999 : Queer Duck
- 1999 : Les Stubbs (1 épisode)
- 2001 : Les Oblong (6 épisodes)
- 2006 : Queer Duck: The Movie

### Acteur
- 2005 : The Naked Monster de Ted Newsom (arz) : Oil Can Guzzler

### Réalisateur
- 1999 : Queer Duck